# جامعة أوزيين
جامعة أوزيين هي جامعة خاصة غير ربحية أسست في يوم 18 مايو 2007، تقع في حي تشيكميكوي في مدينة إسطنبول. تصنف الجامعة في المركز الثاني والثلاثين على مستوى الجامعات التركية.

## الكليات

### بكالوريوس

#### كلية الأعمال
- إدارة الأعمال
- اقتصاد
- تجارة دولية
- ريادة الأعمال
- علوم مالية ومصرفية
- نظم المعلومات الإدارية

#### كلية الحقوق
- الحقوق

#### كلية العلوم الاجتماعية
- علاقات دُوَلية
- علم النفس

#### كلية العمارة وتصميم
- تصميم الاتصال
- التصميم الصناعي
- العمارة
- العمارة الداخلية والتصميم البيئي

#### كلية الطيران والعلوم الجوية
- إدارة الطيران
- الطيران الاحترافي

#### كلية الهندسة
- علوم الطبيعة والرياضيات
- هندسة إلكترونية وكهربائية
- هندسة صناعية
- هندسة كمبيوتر
- هندسة مدنية
- هندسة ميكانيكية

### ماجستير ودكتوراه

#### الدراسات العليا في الهندسة
- العمارة
- هندسة إلكترونية وكهربائية
- هندسة صناعية
- هندسة كمبيوتر
- هندسة مدنية
- هندسة ميكانيكية

#### الدراسات العليا في الأعمال
- إدارة الأعمال (MBA)
- إدارة الأعمال التنفيذية (Executive MBA)
- دكتوراه في الأعمال
- ريادة الأعمال
- هندسة مالية وإدارة مخاطر

#### الدراسات العليا في العلوم الاجتماعية
- دراسات عليا في الحقوق
- دراسات عليا في علم النفس
- دراسات عليا في التصميم والتقنية والمجتمع